# Chiesa parrocchiale
La chiesa parrocchiale è un edificio specificamente dedicato al culto religioso cristiano.

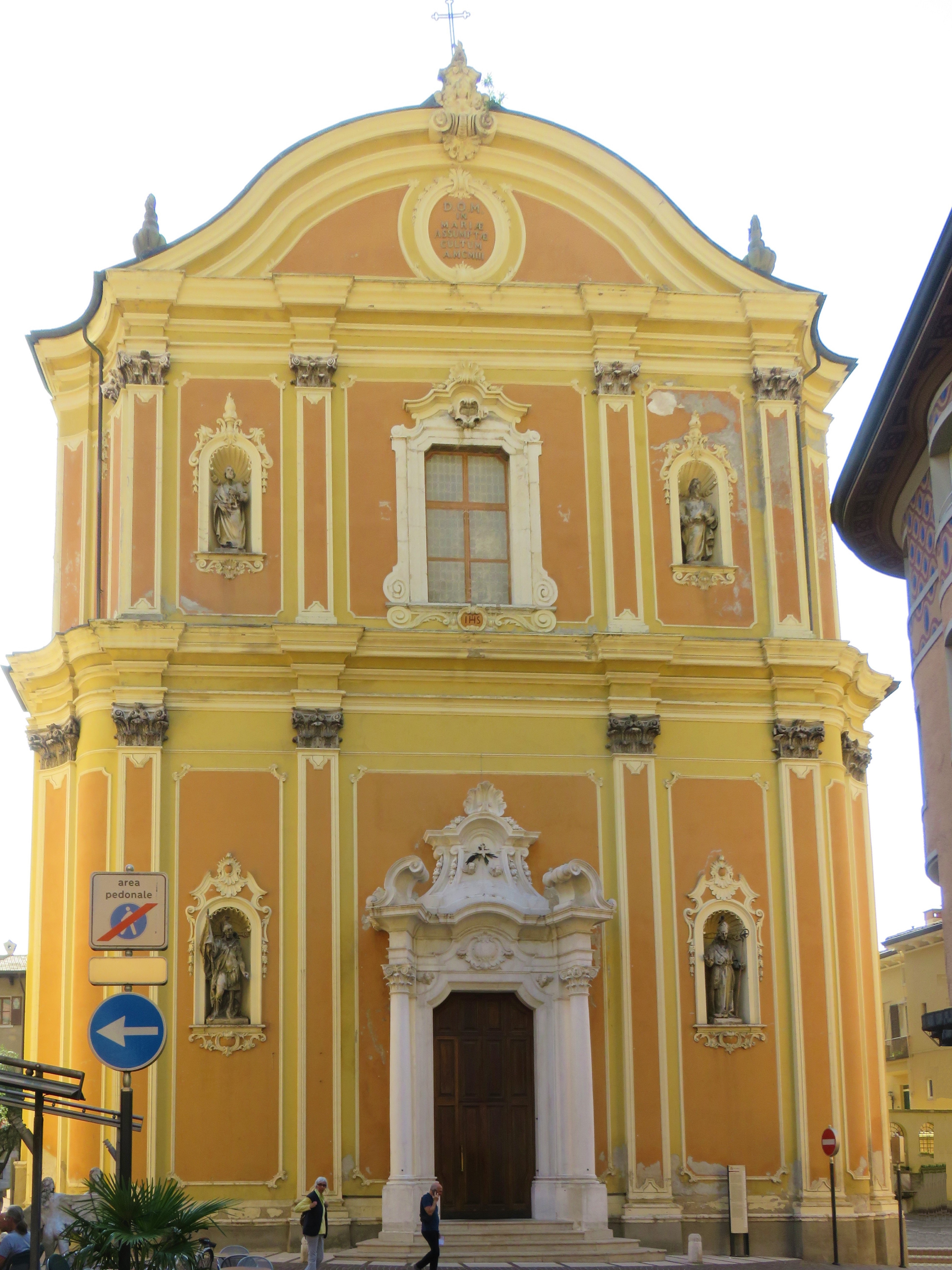
Chiesa parrocchiale di Santa Maria Assunta a Riva del Garda.

## Descrizione
La chiesa parrocchiale è il luogo di riferimento di una parrocchia, che è parte di una diocesi ed è retta da un parroco.
Nella denominazione gerarchica la chiesa parrocchiale si trova in vari casi ad avere alle sue dirette dipendenze una o più chiese sussidiarie o suffraganee o filiali.